# 2012-es futsal-Európa-bajnokság
A 2012-es futsal-Európa-bajnokságot Horvátország két városában, Zágrábban és Splitben rendezték meg 2012. január 31. és február 11. között.
Az Európa-bajnokságon 12 csapat vett részt, melyből 11 kvalifikáció során vívta ki ezt a lehetőséget, míg Horvátország a rendező jogán szerepelt. A válogatottakat négy darab 3 csapatos csoportba sorsolták. A csoportküzdelmeket követően a legjobb 8 válogatott egyenes kieséses rendszerben döntötte el a végső sorrendet.
Spanyolország volt a címvédő, mely a 2010-es tornán sorozatban harmadszor lett a kontinens legjobbja. A döntőben hosszabbítást követően sikerült megvédeniük címüket, és hatodik alkalommal lettek Európa legjobbjai.

## Helyszínek
| Zágráb                   | Split                    |
| ------------------------ | ------------------------ |
| Zágráb Aréna             | Spaladium Aréna          |
| Befogadóképesség: 15 200 | Befogadóképesség: 10 931 |
|                          |                          |

## Játékvezetők
| Ország | Játékvezető                  |
| ------ | ---------------------------- |
| AUT    | Gerald Bauernfeind           |
| BEL    | Pascal Lemal                 |
| CRO    | Danijel Janosevic            |
| CYP    | Pétrosz Panajídisz           |
| CZE    | Karel Henych                 |
| ENG    | Marc Birkett                 |
| ESP    | Fernando Gutiérrez Lumbreras |
| FIN    | Timo Onatsu                  |

| Ország | Játékvezető                   |
| ------ | ----------------------------- |
| GER    | Stephan Kammerer              |
| HUN    | Kovács Gábor                  |
| ITA    | Francesco Massini             |
| POL    | Sebastian Stawicki            |
| POR    | Eduardo Jose Fernandes Coelho |
| ROU    | Bogdan Sorescu                |
| RUS    | Ivan Sabanov                  |
| SVN    | Borut Sivic                   |

## Résztvevők
| Csapat        | Kvalifikáció                   | Részvételek                                  |
| ------------- | ------------------------------ | -------------------------------------------- |
| Horvátország  | házigazda                      | 2 (1999, 2001)                               |
| Spanyolország | 1. csoport győztese            | 7 (1996, 1999, 2001, 2003, 2005, 2007, 2010) |
| Azerbajdzsán  | 1. csoport második helyezettje | 1 (2010)                                     |
| Oroszország   | 2. csoport győztese            | 7 (1996, 1999, 2001, 2003, 2005, 2007, 2010) |
| Szerbia       | 2. csoport második helyezettje | 3 (1999, 2007, 2010)                         |
| Portugália    | 3. csoport győztese            | 5 (1999, 2003, 2005, 2007, 2010)             |
| Csehország    | 4. csoport győztese            | 5 (2001, 2003, 2005, 2007, 2010)             |
| Románia       | 4. csoport második helyezettje | 1 (2007)                                     |
| Ukrajna       | 5. csoport győztese            | 6 (1996, 2001, 2003, 2005, 2007, 2010)       |
| Törökország   | 5. csoport második helyezettje | 0 (újonc)                                    |
| Olaszország   | 6. csoport győztese            | 7 (1996, 1999, 2001, 2003, 2005, 2007, 2010) |
| Szlovénia     | 6. csoport második helyezettje | 2 (2003, 2010)                               |

### Csoportkör
A csoportokból az első két helyezett jut a negyeddöntőkbe. A csoportok harmadikjai nem folytatják a tornát, kiesnek.
Jelmagyarázat:
|  | A csoport első két helyezettje. |

|  | A tornáról kiesett csapat. |

#### A csoport (Split)
| Csapat       | M | Gy | D | V | G+ | G– | Gk | P |
| ------------ | - | -- | - | - | -- | -- | -- | - |
| Horvátország | 2 | 2  | 0 | 0 | 7  | 5  | +2 | 6 |
| Románia      | 2 | 1  | 0 | 1 | 4  | 3  | +1 | 3 |
| Csehország   | 2 | 0  | 0 | 2 | 5  | 8  | –3 | 0 |

| 2012. január 31. 21:00 (CET) |

| Horvátország            | 2–1               | Románia   |
| ----------------------- | ----------------- | --------- |
| Marinović 22' Grcić 34' | (0–0) Jegyzőkönyv | Csoma 29' |

| Spaladium Arena, Split Nézőszám: 8000 Játékvezető: Pascal Lemal (belga) |

| 2012. február 2. 18:30 (CET) |

| Románia                       | 3–1               | Csehország |
| ----------------------------- | ----------------- | ---------- |
| Dobre 16' Ignat 33' Matei 36' | (1–1) Jegyzőkönyv | Belej 7'   |

| Spaladium Arena, Split Nézőszám: 2200 Játékvezető: Timo Onatsu (finn) |

| 2012. február 4. 20:30 (CET) |

| Csehország                                           | 4–5               | Horvátország                                                  |
| ---------------------------------------------------- | ----------------- | ------------------------------------------------------------- |
| Belej 24' Kopecký 35' R. Mareš 37' Novak 37' (öngól) | (0–1) Jegyzőkönyv | Kopecký 9' (öngól) Marinović 23' 38' Despotović 29' Novak 37' |

| Spaladium Arena, Split Játékvezető: Eduardo Fernandes Coelho (portugál) |

#### B csoport (Zágráb)
| Csapat        | M | Gy | D | V | G+ | G– | Gk | P |
| ------------- | - | -- | - | - | -- | -- | -- | - |
| Spanyolország | 2 | 2  | 0 | 0 | 8  | 3  | +5 | 6 |
| Ukrajna       | 2 | 1  | 0 | 1 | 7  | 7  | 0  | 3 |
| Szlovénia     | 2 | 0  | 0 | 2 | 5  | 10 | –5 | 0 |

| 2012. január 31. 19:00 (CET) |

| Spanyolország                           | 4–2               | Szlovénia            |
| --------------------------------------- | ----------------- | -------------------- |
| Miguelin 14' Aicardo 25' Torras 28' 29' | (1–1) Jegyzőkönyv | Fetič 16' Mordej 37' |

| Zágráb Aréna, Zágráb Nézőszám: 5300 Játékvezető: Bogdan Sorescu (román) |

| 2012. február 2. 20:30 (CET) |

| Szlovénia                                 | 3–6               | Ukrajna                                                    |
| ----------------------------------------- | ----------------- | ---------------------------------------------------------- |
| Legcsanov 26' (öngól) Uršič 33' Čujec 37' | (0–4) Jegyzőkönyv | Klocsko 5' Legcsanov 7' 20' 28' Zsurba 9' 27' Pavlenko 16' |

| Zágráb Aréna, Zágráb Nézőszám: 2200 Játékvezető: Gerald Bauernfeind (osztrák) |

| 2012. február 4. 14:00 (CET) |

| Ukrajna          | 1–4               | Spanyolország                                  |
| ---------------- | ----------------- | ---------------------------------------------- |
| Kike 32' (öngól) | (0–4) Jegyzőkönyv | Borja Blanco 4' Miguelín 16' Rafa Usín 18' 19' |

| Zágráb Aréna, Zágráb Nézőszám: 3500 Játékvezető: Pétrosz Panajídisz (ciprusi) |

#### C csoport (Split)
| Csapat      | M | Gy | D | V | G+ | G– | Gk | P |
| ----------- | - | -- | - | - | -- | -- | -- | - |
| Oroszország | 2 | 1  | 1 | 0 | 7  | 2  | +5 | 4 |
| Olaszország | 2 | 1  | 1 | 0 | 5  | 3  | +2 | 4 |
| Törökország | 2 | 0  | 0 | 2 | 1  | 8  | –7 | 0 |

| 2012. február 1. 17:15 (CET) |

| Olaszország              | 3–1               | Törökország |
| ------------------------ | ----------------- | ----------- |
| Ippoliti 6' 29' Lima 36' | (1–1) Jegyzőkönyv | Erdal 1'    |

| Spaladium Arena, Split Nézőszám: 1000 Játékvezető: Stephan Kammerer (német) |

| 2012. február 3. 18:30 (CET) |

| Törökország | 0–5               | Oroszország                               |
| ----------- | ----------------- | ----------------------------------------- |
|             | (0–2) Jegyzőkönyv | Majevszkij 1' 7' 23' Fukin 20' Cirilo 21' |

| Spaladium Arena, Split Nézőszám: 500 Játékvezető: Marc Birkett (angol) |

| 2012. február 5. 20:30 (CET) |

| Oroszország            | 2–2               | Olaszország                  |
| ---------------------- | ----------------- | ---------------------------- |
| Fukin 5' Szergejev 18' | (2–0) Jegyzőkönyv | Gabriel Lima 21' Fortino 31' |

| Spaladium Arena, Split Játékvezető: Fernando Lumbreras (spanyol) |

#### D csoport (Zágráb)
| Csapat       | M | Gy | D | V | G+ | G– | Gk | P |
| ------------ | - | -- | - | - | -- | -- | -- | - |
| Portugália   | 2 | 2  | 0 | 0 | 6  | 2  | +4 | 6 |
| Szerbia      | 2 | 1  | 0 | 1 | 10 | 10 | 0  | 3 |
| Azerbajdzsán | 2 | 0  | 0 | 2 | 9  | 13 | –4 | 0 |

| 2012. február 1. 21:00 (CET) |

| Portugália                                               | 4– 1               | Azerbajdzsán |
| -------------------------------------------------------- | ------------------ | ------------ |
| Cardinal 2' Felipe 3' (öngól) Marinho 25' Ricardinho 37' | (2– 1) Jegyzőkönyv | Farajzade 6' |

| Zágráb Aréna, Zágráb Nézőszám: 2200 Játékvezető: Ivan Sabanov (orosz) |

| 2012. február 3. 20:30 (CET) |

| Azerbajdzsán                                                                 | 8–9               | Szerbia                                                                 |
| ---------------------------------------------------------------------------- | ----------------- | ----------------------------------------------------------------------- |
| Felipe 1' 8' Farzalijev 4' Dantas 10' 22' 31' Thiago 33' Bojović 38' (öngól) | (4–3) Jegyzőkönyv | Bojović 5' 7' 28' 38' Rajčević 8' Kocić 21' 26' Pavićević 36' Lazić 22' |

| Zágráb Aréna, Zágráb Nézőszám: 2300 Játékvezető: Sebastian Stawicki (lengyel) |

| 2012. február 5. 14:00 (CET) |

| Szerbia                | 1–2               | Portugália                 |
| ---------------------- | ----------------- | -------------------------- |
| Ricardinho 32' (öngól) | (0–0) Jegyzőkönyv | Arnaldo 22' Pedro Cary 37' |

| Zágráb Aréna, Zágráb Játékvezető: Karel Henych (cseh) |

## Egyenes kieséses szakasz
|  |                     |               |                     |                     |   |               |                      |                      |                      |                      |               |       |       |
|  | Negyeddöntők        | Negyeddöntők  | Negyeddöntők        |                     |   | Elődöntők     | Elődöntők            | Elődöntők            |                      |                      | Döntő         | Döntő | Döntő |
|  | Negyeddöntők        | Negyeddöntők  | Negyeddöntők        |                     |   | Elődöntők     | Elődöntők            | Elődöntők            |                      |                      | Döntő         | Döntő | Döntő |
|  | február 6. – Split  |               |                     |                     |   |               |                      |                      |                      |                      |               |       |       |
|  |                     |               |                     |                     |   |               |                      |                      |                      |                      |               |       |       |
|  | Horvátország        | Horvátország  | 1 (3)               |                     |   |               |                      |                      |                      |                      |               |       |       |
|  | Horvátország        | Horvátország  | 1 (3)               | február 9. – Zágráb |   |               |                      |                      |                      |                      |               |       |       |
|  | Ukrajna             | Ukrajna       | 1 (1)               |                     |   |               |                      |                      |                      |                      |               |       |       |
|  | Ukrajna             | Ukrajna       | 1 (1)               |                     |   | Horvátország  | Horvátország         | 2                    |                      |                      |               |       |       |
|  | február 7. – Split  |               |                     |                     |   | Horvátország  | Horvátország         | 2                    |                      |                      |               |       |       |
|  |                     |               | Oroszország         | Oroszország         | 4 |               |                      |                      |                      |                      |               |       |       |
|  | Oroszország         | Oroszország   | Oroszország         | Oroszország         | 4 | 2             |                      |                      |                      |                      |               |       |       |
|  | Oroszország         | Oroszország   |                     |                     |   | 2             | február 11. – Zágráb |                      |                      |                      |               |       |       |
|  | Szerbia             | Szerbia       | 1                   |                     |   |               |                      |                      |                      |                      |               |       |       |
|  | Szerbia             | Szerbia       | 1                   |                     |   | Oroszország   | Oroszország          | 1                    |                      |                      |               |       |       |
|  | február 6. – Zágráb |               |                     |                     |   | Oroszország   | Oroszország          | 1                    |                      |                      |               |       |       |
|  |                     |               | Spanyolország       | Spanyolország       | 3 |               |                      |                      |                      |                      |               |       |       |
|  | Románia             | Románia       | Spanyolország       | Spanyolország       | 3 | 3             |                      |                      |                      |                      |               |       |       |
|  | Románia             | Románia       | február 9. – Zágráb |                     |   | 3             |                      |                      |                      |                      |               |       |       |
|  | Spanyolország       | Spanyolország | 8                   |                     |   |               |                      |                      |                      |                      |               |       |       |
|  | Spanyolország       | Spanyolország | 8                   |                     |   | Spanyolország | Spanyolország        | 1                    | Bronzmérkőzés        | Bronzmérkőzés        | Bronzmérkőzés |       |       |
|  | február 7. – Zágráb |               |                     |                     |   | Spanyolország | Spanyolország        | 1                    | Bronzmérkőzés        | Bronzmérkőzés        | Bronzmérkőzés |       |       |
|  |                     |               | Olaszország         | Olaszország         | 0 |               |                      | február 11. – Zágráb | február 11. – Zágráb | február 11. – Zágráb |               |       |       |
|  | Olaszország         | Olaszország   | Olaszország         | Olaszország         | 0 | 3             |                      | február 11. – Zágráb | február 11. – Zágráb | február 11. – Zágráb |               |       |       |
|  | Olaszország         | Olaszország   |                     |                     |   |               |                      | Horvátország         | Horvátország         | 1                    |               |       |       |
|  | Portugália          | Portugália    | 1                   |                     |   |               |                      | Horvátország         | Horvátország         | 1                    |               |       |       |
|  | Portugália          | Portugália    | 1                   |                     |   | Olaszország   | Olaszország          | 3                    |                      |                      |               |       |       |
|  |                     |               |                     |                     |   | Olaszország   | Olaszország          | 3                    |                      |                      |               |       |       |

### Negyeddöntők
| 2012. február 6. 21:00 (CET) |

| Horvátország             | 1–1               | Ukrajna        |
| ------------------------ | ----------------- | -------------- |
| Ovsjannyikov 17' (öngól) | (1–0) Jegyzőkönyv | Csepornyuk 29' |
| Büntetőpárbaj            |                   |                |
|                          | 3-1               |                |

| Spaladium Arena, Split Játékvezető: Francesco Massini (olasz) |

| 2012. február 6. 18:30 (CET) |

| Spanyolország                                                       | 8–3               | Románia                  |
| ------------------------------------------------------------------- | ----------------- | ------------------------ |
| Torras 4' 20' 30' Aicardo 14' 27' Rafael Usin 17' Lin 30' Ortiz 38' | (4–2) Jegyzőkönyv | Gherman 9' 15' Matei 25' |

| Zágráb Aréna, Zágráb Játékvezető: Kovács Gábor (magyar) |

| 2012. február 7. 18:30 (CET) |

| Oroszország        | 2–1               | Szerbia       |
| ------------------ | ----------------- | ------------- |
| Fukin 29' Pula 34' | (0–0) Jegyzőkönyv | Milosavac 25' |

| Spaladium Arena, Split Játékvezető: Danijel Janošević (horvát) |

| 2012. február 7. 21:00 (CET) |

| Olaszország                              | 3–1               | Portugália     |
| ---------------------------------------- | ----------------- | -------------- |
| Pereira 20' (öngól) Assis 29' Patias 37' | (0–0) Jegyzőkönyv | Ricardinho 24' |

| Zágráb Aréna, Zágráb Játékvezető: Borut Šivic (szlovén) |

### Elődöntők
| 2012. február 9. 18:30 (CET) |

| Horvátország      | 2–4               | Oroszország                                  |
| ----------------- | ----------------- | -------------------------------------------- |
| Marinović 27' 37' | (0–3) Jegyzőkönyv | Prudnyikov 1' Cirilo 6' Abramov 16' Pula 21' |

| Zágráb Aréna, Zágráb |

| 2012. február 9. 21:00 (CET) |

| Spanyolország | 1–0               | Olaszország |
| ------------- | ----------------- | ----------- |
| Aicardo 7'    | (1–0) Jegyzőkönyv |             |

| Zágráb Aréna, Zágráb Játékvezető: Kovács Gábor (magyar) |

### A 3. helyért
| 2012. február 11. 18:30 (CET) |

| Horvátország | 1–3               | Olaszország                        |
| ------------ | ----------------- | ---------------------------------- |
| Grcić 31'    | (0–1) Jegyzőkönyv | Assis 1' Onorio 26' Mammarella 39' |

| Zágráb Aréna, Zágráb Játékvezető: Fernando Lumbreras |

### Döntő
| 2012. február 11. 21:00 (CET) |

| Oroszország | 1–3 (h. u.)       | Spanyolország            |
| ----------- | ----------------- | ------------------------ |
| Pula 34'    | (0–0) Jegyzőkönyv | Lozano 40' 48' Borja 50' |

| Zágráb Aréna, Zágráb Játékvezető: Danijel Janosevic (horvát) |

## Végeredmény
| A 2012-es futsal-Európa-bajnokság győztese |
| ------------------------------------------ |
| SPANYOLORSZÁG 6. cím                       |

|     | Spanyolország |
|     | Oroszország   |
|     | Olaszország   |
| 4.  | Horvátország  |
| 5.  | Portugália    |
| 6.  | Ukrajna       |
| 7.  | Szerbia       |
| 8.  | Románia       |
| 9.  | Csehország    |
| 10. | Azerbajdzsán  |
| 11. | Szlovénia     |
| 12. | Törökország   |

## Góllövőlista
| Játékos         | Nemz.   | Gólok |
| --------------- | ------- | ----- |
| Dario Marinović | horvát  | 5     |
| Torras          | spanyol | 5     |
| Aicardo         | spanyol | 4     |
| Vidan Bojović   | szerb   | 4     |